# Кьяжна
Кьяжна (рум. Chiajna) — румынская коммуна на юго-западе жудеца Илфов, рядом с Бухарестом. В ней расположено три деревни: Кьяжна, Дуду и Рошу. Согласно переписи 2011 года, в коммуне проживает 13 261 человек.
Название коммуны происходит от женского имени Кьяжна — «княжна».